# Musa Noah Kamara
Musa Noah Kamara (Tombo, 6 agosto 1999) è un calciatore sierraleonese, attaccante dell'East End Lions e della nazionale sierraleonese.

## Carriera

### Club
Ha giocato nella prima divisione della Sierra Leone ed in quella etiope.

### Nazionale
Debutta con la nazionale sierraleonese il 22 luglio 2018 in occasione dell'amichevole pareggiata 0-0 contro la Liberia.
Nel 2021 viene convocato per la Coppa delle nazioni africane 2021.

## Statistiche

### Cronologia presenze e reti in nazionale
| Cronologia completa delle presenze e delle reti in nazionale ― Sierra Leone | Cronologia completa delle presenze e delle reti in nazionale ― Sierra Leone | Cronologia completa delle presenze e delle reti in nazionale ― Sierra Leone | Cronologia completa delle presenze e delle reti in nazionale ― Sierra Leone | Cronologia completa delle presenze e delle reti in nazionale ― Sierra Leone | Cronologia completa delle presenze e delle reti in nazionale ― Sierra Leone | Cronologia completa delle presenze e delle reti in nazionale ― Sierra Leone | Cronologia completa delle presenze e delle reti in nazionale ― Sierra Leone |
| Data                                                                        | Città                                                                       | In casa                                                                     | Risultato                                                                   | Ospiti                                                                      | Competizione                                                                | Reti                                                                        | Note                                                                        |
| --------------------------------------------------------------------------- | --------------------------------------------------------------------------- | --------------------------------------------------------------------------- | --------------------------------------------------------------------------- | --------------------------------------------------------------------------- | --------------------------------------------------------------------------- | --------------------------------------------------------------------------- | --------------------------------------------------------------------------- |
| 22-7-2018                                                                   | Monrovia                                                                    | Liberia                                                                     | 0 – 0                                                                       | Sierra Leone                                                                | Amichevole                                                                  | -                                                                           |                                                                             |
| 4-9-2019                                                                    | Monrovia                                                                    | Liberia                                                                     | 3 – 1                                                                       | Sierra Leone                                                                | Qual. Mondiali 2022                                                         | -                                                                           | 81’                                                                         |
| 8-9-2019                                                                    | Freetown                                                                    | Sierra Leone                                                                | 1 – 0                                                                       | Liberia                                                                     | Qual. Mondiali 2022                                                         | -                                                                           | 59’                                                                         |
| 9-10-2020                                                                   | Nouakchott                                                                  | Mauritania                                                                  | 2 – 1                                                                       | Sierra Leone                                                                | Amichevole                                                                  | -                                                                           |                                                                             |
| 13-10-2020                                                                  | Niamey                                                                      | Niger                                                                       | 1 – 0                                                                       | Sierra Leone                                                                | Amichevole                                                                  | -                                                                           | 67’                                                                         |
| 16-1-2022                                                                   | Douala                                                                      | Costa d'Avorio                                                              | 2 – 2                                                                       | Sierra Leone                                                                | Coppa d'Africa 2021 - 1º turno                                              | 1                                                                           |                                                                             |
| 20-1-2022                                                                   | Limbe                                                                       | Sierra Leone                                                                | 0 – 1                                                                       | Guinea Equatoriale                                                          | Coppa d'Africa 2021 - 1º turno                                              | -                                                                           | 23’                                                                         |
| 9-6-2022                                                                    | Abuja                                                                       | Nigeria                                                                     | 2 – 1                                                                       | Sierra Leone                                                                | Qual. Coppa d'Africa 2023                                                   | -                                                                           | 69’                                                                         |
| 13-6-2022                                                                   | Conakry                                                                     | Sierra Leone                                                                | 2 – 2                                                                       | Guinea-Bissau                                                               | Qual. Coppa d'Africa 2023                                                   | 1                                                                           |                                                                             |
| 27-8-2022                                                                   | Monrovia                                                                    | Sierra Leone                                                                | 1 – 2                                                                       | Mali                                                                        | Qual. CHAN 2022                                                             | 1                                                                           |                                                                             |
| 22-3-2023                                                                   | Agadir                                                                      | Sierra Leone                                                                | 2 – 2                                                                       | São Tomé e Príncipe                                                         | Qual. Coppa d'Africa 2023                                                   | -                                                                           | 46’                                                                         |
| 18-6-2023                                                                   | Monrovia                                                                    | Sierra Leone                                                                | 2 – 3                                                                       | Nigeria                                                                     | Qual. Coppa d'Africa 2023                                                   | -                                                                           | 68’                                                                         |
| 6-9-2024                                                                    | Monrovia                                                                    | Sierra Leone                                                                | 0 – 0                                                                       | Ciad                                                                        | Qual. Coppa d'Africa 2025                                                   | -                                                                           | 65’                                                                         |
| 10-9-2024                                                                   | Ndola                                                                       | Zambia                                                                      | 3 – 2                                                                       | Sierra Leone                                                                | Qual. Coppa d'Africa 2025                                                   | -                                                                           | 59’                                                                         |
| 20-3-2025                                                                   | Monrovia                                                                    | Sierra Leone                                                                | 3 – 1                                                                       | Guinea-Bissau                                                               | Qual. Mondiali 2026                                                         | -                                                                           | 78’                                                                         |
| 25-3-2025                                                                   | Il Cairo                                                                    | Egitto                                                                      | 1 – 0                                                                       | Sierra Leone                                                                | Qual. Mondiali 2026                                                         | -                                                                           | 73’                                                                         |
| Totale                                                                      |                                                                             | Presenze                                                                    | 16                                                                          |                                                                             | Reti                                                                        | 3                                                                           |                                                                             |

## Palmarès

### Club

#### Competizioni nazionali
- Premier League (Sierra Leone): 1

East End Lions: 2019